# キンラン属
キンラン属（キンランぞく、学名：Cephalanthera、和名漢字表記：金蘭属）はラン科の属の一つ。

## 特徴
地生の多年草。短い根茎があり、長い根がある。茎は直立し、葉は互生して、披針形または長楕円形で、葉脈が著しい。花は穂状花序につき、やや直立し、中型かやや小型で、色は黄色または白色。苞は小さいが、ときに下方のものは長くなり葉状になり、花より長くなる。萼片は離生し、円形で、半開となって開出しない。側花弁は小型で、ときに幅広となる。唇弁の先端は中裂片と2個の側裂片に3裂し、側裂片は蕊柱を抱く。

## 分布
東アジアからヨーロッパ、北アフリカ、北アメリカ西海岸に分布し、約15種知られる。日本には5種が分布する。

## 種

### 日本に分布する種
和名および学名の記載はYListおよび『改訂新版 日本の野生植物 1』による。
- ギンラン Cephalanthera erecta (Thunb.) Blume - 日本では、北海道、本州、四国、九州に分布し、山野の明るい林床に生育する。花は白色[5]。茎の高さは10-30cm[1]。
- キンラン Cephalanthera falcata (Thunb.) Blume - 日本では、本州、四国、九州に分布し、明るい林床に生育する。花は濃黄色。茎の高さは30-70cmになる[5][1]。絶滅危惧II類(VU)（2017年、環境省）。
- ササバギンラン Cephalanthera longibracteata Blume - 日本では、本州、四国、九州に分布し、山地の暗い林床に生育する。花は白色で唇弁に黄褐色の突起がある[5]。茎の高さは30-50cm[1]。
- クゲヌマラン Cephalanthera longifolia (L.) Fritsch - 日本では、北海道、本州中部・北部、四国、九州に分布し、まばらなクロマツ林などの林床に生育する[5][1]。絶滅危惧II類(VU)（2017年、環境省）。
- ユウシュンラン Cephalanthera subaphylla Miyabe et Kudô[4] - 日本では、北海道、本州、四国、九州に分布するがやや稀、山野の暗い林床に生育する。花は白色で唇弁の先端が黄褐色になる。葉が退化して鱗片状になり、あっても長さ1-2cm。茎の高さは10-15cmになる[5][1][6]。絶滅危惧II類(VU)（2017年、環境省）。

## ギャラリー
- ギンラン
- キンラン
- ササバギンラン
- ユウシュンラン